# Hilton A. Green
Pour les articles homonymes, voir Green.
Hilton A. Green, né le 3 mars 1929 à Los Angeles et mort le 2 octobre 2013 à Pasadena, est un producteur et réalisateur de cinéma américain.

## Biographie
Fils du réalisateur Alfred E. Green (1889-1960) et de l'actrice Vivian Reed, il travaille d'abord comme assistant réalisateur pour le film Psychose d'Alfred Hitchcock en 1960. Il devient producteur en 1983 avec Psychose II (1983), Psychose 3 (Psychose III, 1986), et Psychose 4 (1990), ou encore Sixteen Candles (1984) et la comédie Home Alone 3 (1997), conjointement avec John Hughes.
Il meurt à son domicile de Pasadena le 2 octobre 2013, âgé de 84 ans.

## Filmographie
- 1960 : Psychose : assistant réalisateur
- 1964 : Marnie : assistant réalisateur
- 1968 : Three Guns for Texas : directeur de la production
- 1969 : Backtrack! : directeur de la production
- 1983 : Psychose 2 : producteur
- 1984 : Seize Bougies pour Sam (Sixteen Candles) de John Hughes : producteur
- 1986 : Psychose 3 : producteur
- 1990 : Psychose 4 (Psycho IV: The Beginning) : producteur
- 1997 : Home Alone 3 : producteur